# Heimberg-Dröhneberger Gangzug
Der Heimberg-Dröhneberger Gangzug (auch Heimberg-Westerberg-Dröhneberger Gangzug) ist eine zu den Oberharzer Erzgängen zählende Gangstörung in der Umgebung von Wolfshagen im Harz. Diese Lagerstätte wurde im 17. bis zum 19. Jahrhundert mit mäßigem Erfolg untersucht und abgebaut.

## Verlauf (projiziert auf die Tagesoberfläche)
Verlauf westlich des Kleinen Steimker Bachs unbekannt.
Kurtsberg – Frickenberg – Ottersberg – Kleiner Sülteberg (hier Aufblätterungszone, westlicher Verlauf der Nebengänge unbekannt) – Heimberg – Vosmeketal – Dröhneberg – Frankenberg – Anscharung an den Burghagener Gangzug am Westufer der Granetalsperre.

## Paragenese, Besonderheiten
Der Heimberg-Dröhneberger-Gangzug enthält wenig Blei- und Kupfererze, Manganit und Siderit. In der Oxidationszone wurden Malachit, Cerussit, Anglesit, Chrysokoll, Limonit und Psilomelan gefunden. Seltene Mineralien sind Silberschwärze und Stephanit. Die Gangarten besteht aus Quarzgesteinen und Calcit.

## Aufschlüsse
Es sind keine übertägigen Aufschlüsse außer den spärlichen Bergbauspuren bekannt.

## Bergbaugeschichtlicher Überblick
Bergwerksanlagen waren der Heimbergstollen (160 Meter lang) und -Schacht, sowie der Dröhnebergstollen (120 Meter). Darüber hinaus sind Pingen im Vosmeketal erkennbar.